# Petit bonhomme

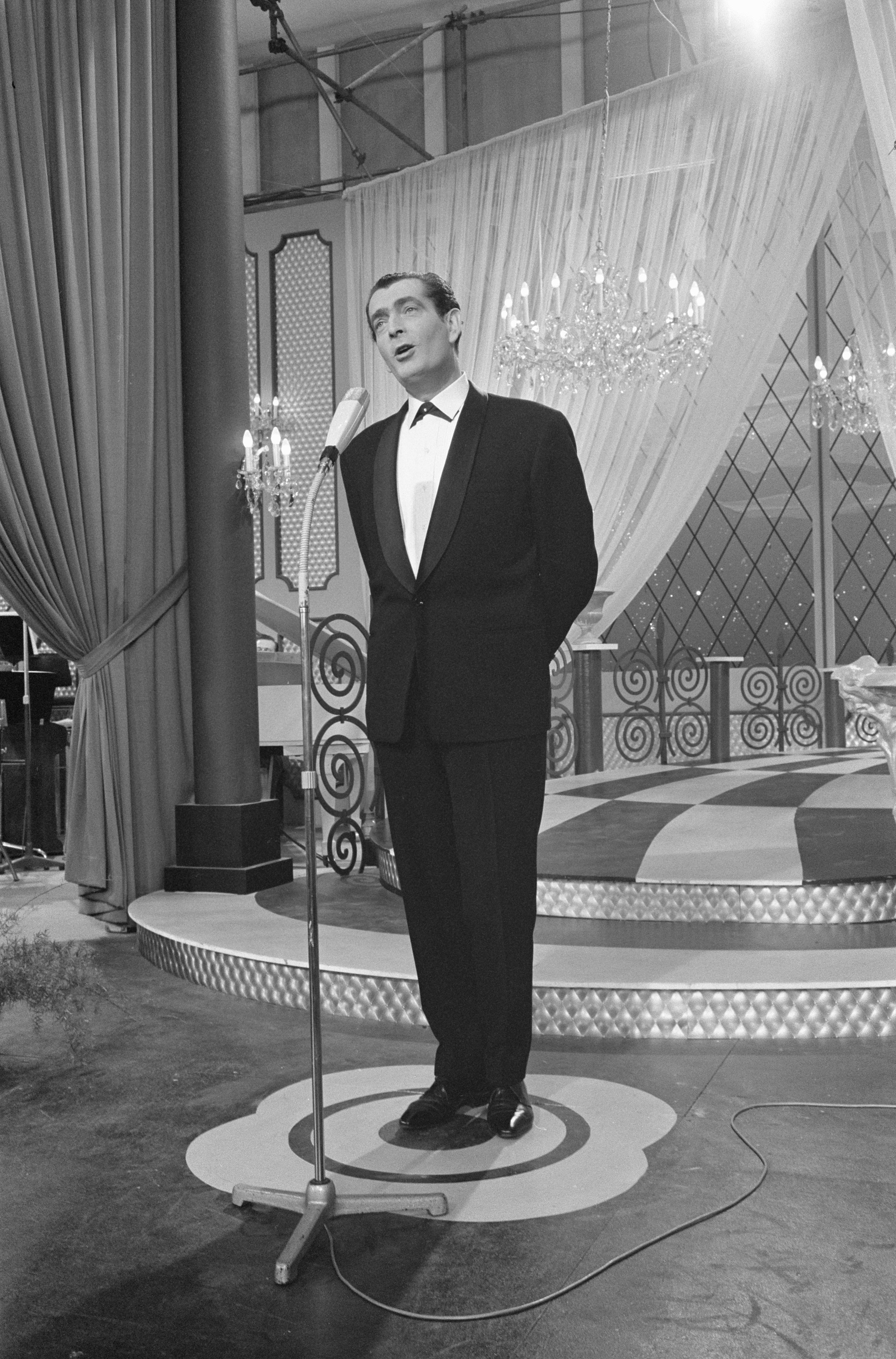
Camillo Felgen, intérprete de la canción, durante un ensayo del Festival de la Canción de Eurovisión 1962.

«Petit bonhomme» —[pə.ti bɔ.nɔm]; en español: «Pequeño compañero»— es una canción compuesta por Jacques Datin e interpretada en francés por Camillo Felgen. Se lanzó como sencillo en 1962 mediante Telefunken. Fue elegida para representar a Luxemburgo en el Festival de la Canción de Eurovisión de 1962.
Camillo Felgen también grabó la canción en alemán («Du kleiner Mann»).
El mismo año del lanzamiento de la canción, Isabelle Aubret, ganadora del Festival de Eurovisión 1962, grabó una versión de la canción para su álbum Un premier amour.

## Festival de la Canción de Eurovisión 1962
Esta canción fue la representación luxemburguesa en el Festival de Eurovisión 1962. La orquesta fue dirigida por Jean Rodères.
La canción fue interpretada 14.ª en la noche del 18 de marzo de 1962 por Camillo Felgen, precedida por Reino Unido con Ronnie Carroll interpretando «Ring-A-Ding Girl» y seguida por Italia con Claudio Villa interpretando «Addio, addio». Al final de las votaciones, la canción había recibido 11 puntos, quedando en 3.er puesto de un total de 16.
Camillo Felgen ya había participado anteriormente en el festival en 1960 con la canción «So laang we's du do bast», la primera canción del país en haber sido interpretada en luxemburgués, la primera de país en haber sido interpretada por un hombre, y la primera en haber sido interpretada por un artista luxemburgués.
Fue sucedida como representación luxemburguesa en el Festival de 1963 por Nana Mouskouri con «À force de prier».

## Letra
La canción es una balada, en la que el intérprete canta a un chico — al que identifica como su hijo al final de la canción. Le dice que hay muchas más experiencias para su generación que la generación anterior, y que eso es bueno.

## Historial de lanzamiento
| Región          | Fecha | Formato                              | Discográfica    | Ref.  |
| --------------- | ----- | ------------------------------------ | --------------- | ----- |
| Camillo Felgen  |       |                                      |                 |       |
| Francia         | 1962  | Disco de vinilo 7", 45 RPM, EP       | Telefunken      | [ 1 ] |
| Francia         | 1963  | Disco de vinilo 7", 45 RPM, EP       | Telefunken      | [ 4 ] |
| Isabelle Aubret |       |                                      |                 |       |
| Francia         | 1962  | Disco de vinilo 7", 45 RPM, EP, mono | Philips Records | [ 5 ] |